# John Hsu (cineasta)
John Hsu (徐漢強) s un director de cinema taiwanès.
El seu primer llargmetratge Detention (2019), es va basar en el videojoc del mateix nom. Va ser nominada per a dotze premis als 56th Premis Cavall d'Or i en va guanyar cinc, inclòs el Millor Guió Adaptat, compartit per Fu Kai-ling i Chien Shih-keng. Hsu també va guanyar al Millor director novell.

## Filmografia
- 2019 : Detention (返校)
- 2024 : Dead Talents Society (鬼才之道)